# Micropisthodon ochraceus
Micropisthodon là một chi rắn thuộc họ châu Âu. Đây là một chi đơn loài được tạo ra cho loài rắn có răng nanh phía sau kém nổi tiếng, Micropisthodon ochraceus, được tìm thấy ở miền đông Madagascar. Không có phân loài hiện được công nhận. 

## Mô tả
Chiều dài tối đa được ghi là 70 cm (28 in). Mặt sau có màu nâu, với các vùng tối và sáng xen kẽ, và các vùng tối đôi khi tạo thành chevron. Răng rõ ràng là aglyphous. Đồng tử có hình tròn. 
Loài này là noãn sing. Một con cái mổ xẻ chứa 10 quả trứng nhỏ. 